# Oyo (Congo)
Oyo è una città della Repubblica del Congo nella Regione di Cuvette.
È bagnata dal fiume Alima, un affluente del fiume Congo.
Dista più di 400 km da Brazzaville e 5 km da Edou.